# Rio Kazanka
O rio Kazanka ou Qazansu (em russo:  Каза́нка; em tártaro:  Казансу) é um rio da República do Tataristão, Rússia, afluente da margem esquerda do rio Volga. O Kazanka nasce próximo a vila de Bimeri, no  distrito de Arsky, e deságua no Reservatório de Kuybyshev, em Kazan. Outras cidades no curso do rio são Arsk e İske Qazan. O rio possui 142 km de extensão. Os principais afluentes são Iya, Kismes, Shimyakovka e Sula.